# Albrecht Günther van Schwarzburg-Rudolstadt
Albrecht Günther (Rudolstadt, 8 augustus 1582 – Erfurt, 20 november 1634) was van 1612 tot 1634 graaf van Schwarzburg-Rudolstadt.

## Biografie
Albrecht Günther was de derde zoon van graaf Albrecht VII van Schwarzburg-Rudolstadt en Juliana van Nassau. Na de dood van zijn moeder in 1588 nam zijn tante Catharina zijn opvoeding over. Als weduwe van graaf Günther XLI van Schwarzburg-Arnstadt had Catharina de beschikking over speciaal voor haar gebouwd weduwegoed in Arnstadt. Na zijn jeugd in Rudolstadt en Arnstadt vertrok Albrecht Günther samen met zijn oudere broer Lodewijk Günther I op studiereis. Vooral zijn verblijf in Frankrijk kostte de grafelijke familie handen vol geld.
In 1605 overleed Albrecht Günthers vader. Albrecht Günther en zijn oudere broers, Karel Günther en Lodewijk Günther I, spraken af dat Karel Günther tot 1612 alleen over Schwarzburg-Rudolstadt zou regeren. Daarna zouden de broers opnieuw onderhandelen over het bestuur van het graafschap. Tijdens nieuwe onderhandelingen spraken de broers af dat het bestuur onder gemeenschappelijk zou blijven, maar dat de grafelijke inkomsten en bezittingen verdeeld zouden worden. Albrecht Günther kreeg Stadtilm met kasteel Schwarzburg als residentie. De verdeling leidde tot een langdurig conflict met Lodewijk Günther I. In 1624 ruilden de broers na een schikking hun bezittingen met elkaar. Albrecht Günther kreeg het Rudolstadtse Unterherrshaft met Frankenhausen als nieuwe residentie.
De Dertigjarige Oorlog die in 1618 begon, breidde zich vanaf 1625 uit naar het noorden en midden van Duitsland. Vooral het Unterherrshaft werd zwaar getroffen door rondtrekkende legers en plunderende soldaten. Albrecht Günther stond hier machteloos tegenover.